# Muse
Muse é uma banda britânica de rock de Teignmouth, Devon, formada em 1994. Seus membros são: Matthew Bellamy (vocal, guitarra e piano), Christopher Wolstenholme (baixo, voz secundária e teclado) e Dominic Howard (bateria e percussão).
O estilo de Muse é um misto de vários gêneros musicais, incluindo rock alternativo, música clássica e eletrônica. O grupo tornou-se, em 16 e 17 de junho de 2007, a primeira banda a lotar o recém-reformado Estádio de Wembley em Londres.
A discografia da banda abrange nove álbuns de estúdio: Showbiz, lançado em 1999, seguido de Origin of Symmetry em 2001 e Absolution em 2003. O álbum de maior sucesso foi Black Holes & Revelations (2006) que garantiu ao grupo uma nomeação para os Mercury Prize e o terceiro lugar na lista de "Álbuns do Ano" da NME para 2006. A banda lançou seu quinto álbum em setembro de 2009, intitulado The Resistance. Um sexto disco, chamado The 2nd Law, foi lançado em outubro de 2012. O sétimo, Drones, foi liberado em junho de 2015, e o oitavo, Simulation Theory, foi lançado três anos depois. O nono álbum, Will of the People, foi lançado em 2022.
Muse conquistou vários prêmios ao longo da sua carreira, incluindo cinco MTV Europe Music Awards, cinco Q Awards, nove NME Awards, dois Brit awards, quatro Kerrang! Awards e um American Music Awards. Foi nomeado para seis prêmios Grammy, ganhando dois na categoria de "Melhor Álbum de Rock" pelos discos The Resistance e Drones.
Até meados de 2022, Muse já tinha vendido mais de 30 milhões de discos pelo mundo.

## História

### Formação e começo da carreira (1992–1997)
Os membros do Muse tocaram em bandas diferentes durante os anos que estudaram na Teignmouth Community College e no Coombeshead College no começo dos anos 90. A formação da banda começou de fato quando Bellamy se deu bem em um teste para guitarrista na banda de Dominic Howard. Então eles perguntaram a Chris Wolstenholme, que tocava bateria na época, se ele poderia aprender a tocar baixo e então se juntar a banda. Wolstenholme aceitou e começou a aprender o instrumento.
Em 1994, a banda se chamava Rocket Baby Dolls e então foram participar de uma competição de bandas e eles venceram, destruindo seus instrumentos no processo. "Deveria ter sido um protesto, uma aclamação," Bellamy lembrou, "então nós acabamos vencendo, o que foi um choque. Um grande choque. Depois disso, nós começamos a nos levar a sério." Logo após o termino da competição, os três decidiram não entrar para a universidade, largar os empregos e se mudar para Teignmouth. O nome "Muse" foi inspirado pelo professor de arte de Matt Bellamy. O professor Samuel Theoun mencionou a palavra "Muses". Matt então procurou a palavra no dicionário e decidiu abreviar para "Muse". A banda gostou da ideia de ter um nome pequeno porque este poderia aparecer maior nos cartazes.

### EPs eShowbiz(1998–2000)
Depois de alguns anos montando uma base de fãs leais em sua região, o Muse passou a tocar em Londres e em Manchester. A banda se reuniu então com o produtor musical Dennis Smith, dono da Sawmills Studio, situada em Cornwall.

O logotipo do Muse, usado pela banda desde 1998.

A reunião acabou com o acerto para a gravação e lançamento do primeiro EP do grupo que foi gravado na casa-gravadora Dangerous, e a capa do EP foi desenhada por Howard. O segundo EP, intitulado Muscle Museum EP,  alcançou a posição n° 3 na indie singles chart e atraiu atenção da rádio britânica de Steve Lamacq assim como a da conceituada revista de música inglesa NME, onde ganharam uma publicação. Dennis Smith apresentou a banda para Safta Jaffery, fundador das empresas SJP/Dodgy Productions, que tinha acabado de fundar uma gravadora chamada Taste Media. Muse decidiu assinar um contrato com Smith e Jaffery que produziu seus primeiros três álbuns, Showbiz, Origin of Symmetry e Absolution, com a Taste Media.
Apesar do sucesso do seu segundo EP, as gravadoras britânicas tinham certa relutância em assinar com o Muse. Então a banda viajou para Nova York, para o CMJ Festival e uma gravadora decidiu leva-los a Los Angeles para uma apresentação. O grupo então começou a fazer uma série de apresentações pelos Estados Unidos durante aquele ano. Foi durante essas viagens, em 24 de dezembro de 1998, que o Muse assinou com a Maverick Records. Logo após o grupo voltar da America, a Taste Media fez o Muse assinar vários acordos com diversas gravadoras pela Europa e até na Austrália, permitindo a eles que controlassem sua carreira em diversos países.
O produtor musical John Leckie foi chamado para produzir o primeiro álbum de estúdio da banda, intitulado Showbiz, em 1999. O álbum mostrou uma faceta mais leve da banda e as letras retratavam a dificuldade deles enquanto tentavam se encontrar nos tempos em Teignmouth. Logo após o lançamento do álbum, a banda saiu em turnê pelos Estados Unidos acompanhada pelo Red Hot Chili Peppers e pelo Foo Fighters. Durante os anos de 1999 e 2000, o Muse tocou em todos os grandes festivais pela Europa e na Austrália.

### Origin of SymmetryeHullabaloo(2001–2002)
Durante a produção do seu segundo álbum de estúdio, Origin of Symmetry, a banda decidiu tentar adicionar alguns instrumentos novos como Órgão, um Mellotron e um novo kit de bateria. A voz de Bellamy começou a soar mais alto, além de mais solos e arpejos na guitarra e introduções com o piano. Bellamy citou Jimi Hendrix e Tom Morello (de Rage Against the Machine & Audioslave), como sua maior influência nos elaborados solos e riffs de Origin of Symmetry e também as constantes trocas de guitarra de Bellamy para atingir diferentes efeitos nos solos. O álbum também mostra um cover com novos arranjos da música de Anthony Newley e Leslie Bricusse, chamada "Feeling Good".

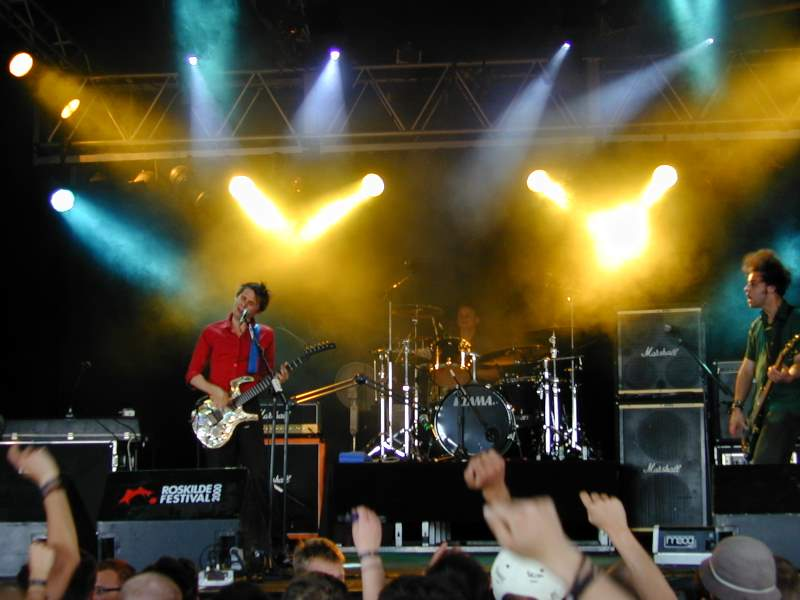
Muse se apresentando no Roskilde Festival de 2000.

Em 2003, o Muse decidiu processar a Nestlé e venceu quando eles usaram a música "Hyper Music/Feeling Good" no comercial do Nescafé sem a permissão da banda, e eles doaram os £500,000 euros que receberam para a Oxfam.
Celine Dion também sofreu ameaça de uma ação legal em 2002 quando tentou usar o nome "Muse" para o seu show em Las Vegas, apesar da banda deter os direitos deste nome internacionalmente. Ela ofereceu US$50,000 para obter os direitos mas o Muse rejeitou e depois Bellamy teria dito: "nós não queremos aparecer lá e as pessoas pensarem que somos o backing da Celine Dion". Então Dion foi forçada a desistir.
Origin of Symmetry foi bem recebido pelos críticos. Dean Carlson, da Allmusic comentou que "...se você quer soar como o Radiohead quando até mesmo Thom Yorke não quer soar como Radiohead, você pode levar isso a um nível absurdo, bombastico e exagerado". A NME deu ao álbum 9/10 com Roger Morton escrevendo, "é incrivel que uma banda tão jovem consiga carregar toda essa herança que incluem as visões obscuras de Kurt Cobain e Kafka, Mahler e The Tiger Lillies, David Cronenberg e Arnold Schoenberg e fazer um álbum sexy e popular. Mas o Muse conseguiu faze-lo".
A gravadora Maverick ficou preocupada com o som da voz de Bellamy neste álbum e pediu para que o Muse mudasse algumas músicas antes do lançamento do disco nos Estados Unidos. Mas eles se recusaram e acabaram deixando a Maverick, e com isso o estúdio decidiu não lançar Origin of Symmetry em solo americano. O álbum só seria liberado naquele país em 2005 depois que o Muse fechou com a gravadora Warner.
O Muse lançou um DVD ao vivo, intitulado Hullabaloo, contendo montagens ao vivo da banda se divertindo e se apresentando no Le Zenith em Paris em 2001 e um documentário sobre a banda em turnê. Então um álbum duplo, intitulado Hullabaloo Soundtrack, foi lançado ao mesmo tempo, contendo uma compilação de B-sides e um disco contendo a performance da banda em Le Zenith. Um double-A side single foi lançado contendo novas músicas como "In Your World" e "Dead Star".
Na edição de fevereiro de 2006 da Q Magazine, o Origin of Symmetry levou a posição de n° 74 pelos fãs na lista dos 100 maiores álbuns de todos os tempos.

### Absolution(2003–2005)
Em 2003 veio o álbum Absolution, produzido por Rich Costey. O álbum deu à luz singles de enorme sucesso como "Time Is Running Out" e "Hysteria". Muse acabou saindo para uma turnê internacional com shows lotados. Isso durou pelo menos um ano e o eles visitaram vários países como Austrália, Nova Zelândia, Estados Unidos, Canadá e França. Enquanto isso a banda lançou mais três singles ("Sing for Absolution", "Stockholm Syndrome" e "Butterflies and Hurricanes"). A turnê nos Estados Unidos começou estranha em 2004 quando Bellamy se machucou no palco enquanto se apresentava em Atlanta. Mas a turnê recomeçou depois de alguns dias.

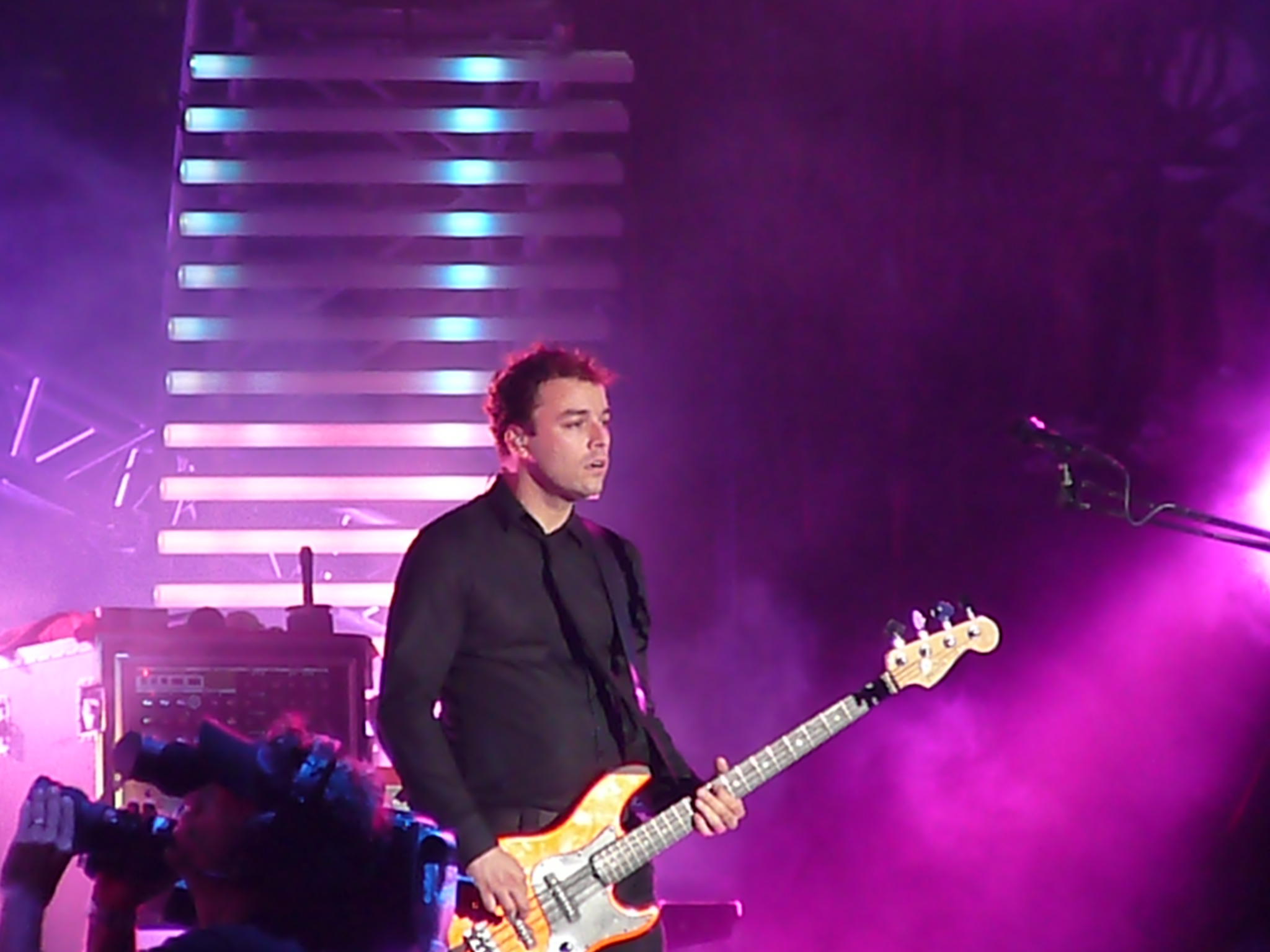
Chris Wolstenholme se apresentando no Lollapalooza em 2007

A banda também tocou no Glastonbury Festival em junho de 2004. Depois do festival, a banda descreveu o concerto como "o melhor show de nossas vidas". Contudo, o pai do baterista Dominic Howard, Bill Howard, que foi ao festival assistir a banda, morreu de ataque cardiaco logo após a apresentação. "Foi o maior sentimento de realização que nós já sentimos depois de descer de um palco", Bellamy disse. "Foi quase surreal que uma hora depois do show ele estivesse morto. Foi inacreditável. Nós passamos semanas para confortar o Dom. Eu acho que ele ficou feliz que pelo menos o seu pai conseguiu ver o filho no melhor momento da banda".
Muse então continuou com a turnê. A turnê acabou nos Estados Unidos e então encerrou no Earls Court Exhibition Centre em Londres, onde eles tocaram um show extra devido a imensa procura por ingressos.
Eles acabaram ganhando dois MTV Europe awards, incluindo por "Melhor banda Alternativa", e o Q Award por "Melhor performance ao vivo". No final de 2004, a Vitamin Records lançou The String Quartet Tribute para Muse pela The Tallywood Strings, que era um álbum instrumental acústico com músicas do Muse. Muse também recebeu um prêmio de "Melhor performance ao vivo" do BRIT Awards de 2005.
A banda finalmente terminou a turnê pelo Reino Unido em 2005, e então voltou a visitar os Estados Unidos em abril e em maio. Em 2 de julho de 2005, Muse participou do Live 8 em Paris, onde eles tocaram os singles "Plug In Baby", "Bliss", "Time Is Running Out" e "Hysteria".
Em abril de 2005 foi liberado um DVD biográfico não autorizado e não oficial do Muse, chamado Manic Depression; a banda não foi envolvida ou notificada do documentário e não aprovou a liberação. Outro DVD, desta vez oficial, foi liberado pela banda em 12 de dezembro de 2005, chamado Absolution Tour. O lançamento oficial contém uma re-edição e re-masterezialização com highlights do show no Glastonbury Festival de 2004 além de montagens de fotos inéditas da banda em concerto no London Earls Court, na Wembley Arena e no Wiltern Theatre em Los Angeles. Duas músicas, "Endlessly" e "Thoughts Of A Dying Atheist", foram apresentadas como faixas ocultas no DVD da apresentação na Wembley Arena. A única música de Absolution que não aparece no DVD é a canção "Falling Away With You", que nunca foi tocada ao vivo. O CD foi certificado como disco de ouro nos Estados Unidos, vendendo mais de 500 mil cópias naquele país.

### Black Holes and RevelationseHAARP(2006–2008)
Em julho de 2006, o Muse lançou o seu quarto álbum de estúdio, co-produzido por eles mesmos e por Rich Costey, intitulado Black Holes and Revelations. O álbum foi oficialmente lançado no Japão em 28 de junho de 2006, na Europa em 3 de julho de 2006 e na América do Norte em 11 de julho de 2006. O álbum ficou em primeiro lugar nas paradas no Reino Unido, em grande parte da Europa e na Austrália. O disco também foi um sucesso nos Estados Unidos, chegando ao número 9 nas paradas da Billboard 200. Black Holes and Revelations foi nomeado em 2006 para um Mercury Music Prize, mas perdeu para o Arctic Monkeys. O álbum conseguiu, contudo, ganhar um Platinum Europe Award depois de vender 1 milhão de cópias no continente europeu.
O tema e o título do álbum foram resultado da fascinação da banda por ficção científica e corrupção na política. Em agosto de 2006, Muse gravou um show ao vivo no Abbey Road Studios para o Live from Abbey Road.

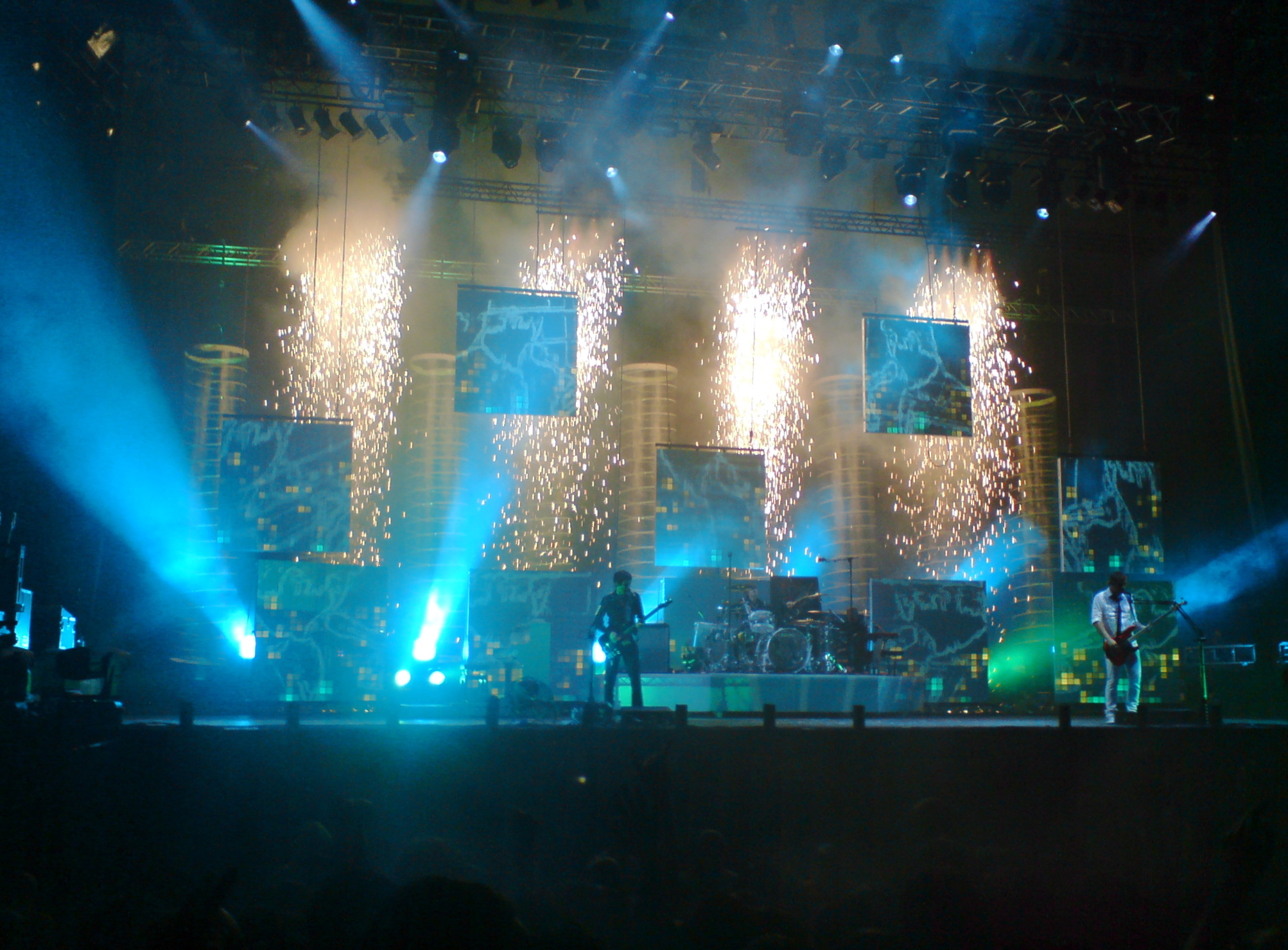
Muse tocando no Reading and Leeds Festivals em 2006

O primeiro single do álbum, "Supermassive Black Hole", foi liberado para download em 9 de maio de 2006 e foi seguido por um clipe dirigido por Floria Sigismondi. O segundo single, "Starlight", foi lançado em 4 de setembro de 2006. "Knights of Cydonia" foi lançado nos Estados Unidos como single em 13 de junho de 2006 e no Reino Unido em 27 de novembro de 2006. Ele também tem um video promocional de 6 minutos filmado na Romênia e foi também lançado no videogame Guitar Hero III: Legends of Rock. O quarto single do álbum foi "Invincible", que foi lançado em 9 de abril de 2007. Outro single foi "Map of the Problematique", que foi liberado para download em 18 de junho de 2007, seguida por um show da banda no Wembley Stadium.

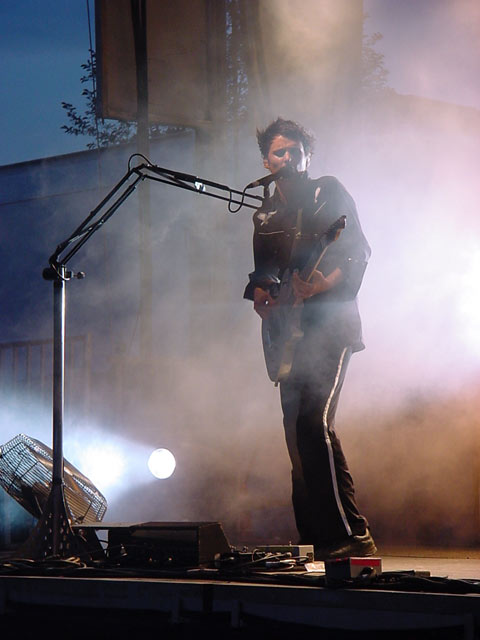
Matthew Bellamy em concerto com o Muse.

Antes do lançamento do novo álbum, a banda voltou a fazer performances ao vivo, fazendo várias aparições na TV e tocando no programa One Big Weekend da BBC Radio 1 em maio de 2006. Uma grande turnê foi feita pouco antes do lançamento oficial do álbum e eles tocaram principalmente em grandes festivais, como o Reading and Leeds Festivals em agosto de 2006. A nova turnê iniciou-se nos Estados Unidos, de julho a agosto de 2006, e depois voltaram a Europa.
No dia 26 de Outubro de 2006 a banda se apresentou em Portugal, na Praça de Touros do Campo Pequeno, como parte da turnê de divulgação do álbum.
A banda passou novembro e boa parte de dezembro de 2006 viajando pela Europa com o grupo britânico Noisettes abrindo os shows. A turnê então mudou-se para a Austrália, Nova Zelândia e para o sudeste da Ásia no começo de 2007 antes de retornar a Inglaterra para o verão. Provavelmente a maior performance do grupo foi no reformado Estádio de Wembley, em 16 e 17 de junho de 2007. Ambos os concertos foram gravados para o DVD/CD da banda intitulado HAARP, que foi liberado em 17 de março de 2008 no Reino Unido e em 1 de abril de 2008 nos Estados Unidos. Os shows continuaram pela Europa em Julho de 2007 antes de voltar aos Estados Unidos em agosto onde tocaram em um show com lotações esgotadas no Madison Square Garden, em Nova York.
Vários shows ocorreram no ano de 2008. Em março, eles fizeram concertos em Dubai,  Joanesburgo e Cidado do Cabo. Em 12 de abril eles fizeram uma apresentação única no Royal Albert Hall para ajudar a levantar dinheiro para o combate ao câncer em crianças.
A banda também fez shows em Marlay Park, Dublin, em 13 de agosto e em Belfast no dia seguinte.
Em 2008, Muse foi tocar novamente em Portugal no Rock in Rio Lisboa. Eles também se apresentaram no Royal Albert Hall, em Londres, no dia 12 de Abril de 2008 e apareceram em festivais pelo mundo como o V Festival de 2008.
Ainda em 2008 se apresentaram na América Latina, passando pelo México, Colômbia, Argentina, Chile e Brasil (com shows no Rio de Janeiro, São Paulo e Brasília). No mesmo ano a música "Supermassive Black Hole" participou da trilha sonora do filme Crepúsculo baseado no livro de Stephenie Meyer. A versão de "Feeling Good" marcou presença também no filme Seven Pounds, estrelado pelo ator Will Smith. E em 2009, no filme Watchmen (baseado na obra de Alan Moore), tocou a música "Take a Bow".

### The Resistance(2009–2011)

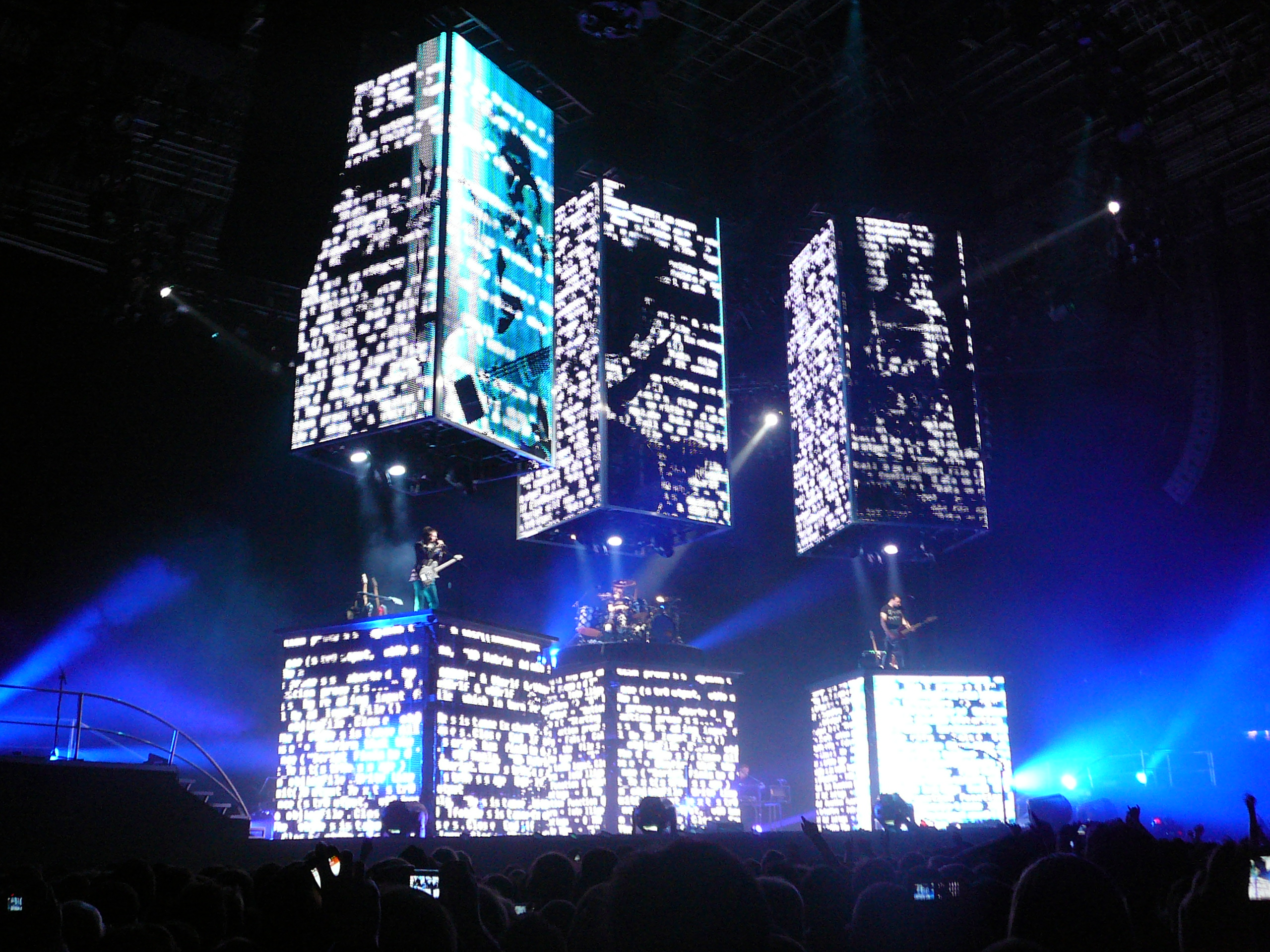
Muse se apresentando ao vivo em Birmingham, Reino Unido, em 2009.

Em 2 de fevereiro de 2009, o Muse começou a gravar seu quinto álbum de estúdio. O microcuts.net, um site de música, afirmou que a gravadora planejava lançar o álbum em Setembro de 2009 e então começar uma nova turnê pela França, por Portugal e provavelmente boa parte da Europa. Em uma entrevista para a BBC 6 Music, Bellamy comentou que o álbum possui forte influência da música clássica. Em 22 de março de 2009, a banda anunciou através do seu website e do seu Twitter que o título do seu novo álbum seria The Resistance e que uma das faixas se chamaria "United States of Eurasia". Em 16 de junho de 2009, o site oficial do grupo revelou a data do lançamento oficial de The Resistance. O álbum foi lançado em 14 de setembro de 2009. O primeiro single foi "Uprising".
Em 2 de junho de 2009, a banda revelou que sua nova turnê européia iria começar em 22 de outubro de 2009, no Hartwall Arena, na Finlândia e terminou em 4 de dezembro no Pala Olimpico, em Turin na Itália e teve shows também na The O2 Arena em Londres.
Em 14 de julho de 2009, foi anunciado que a banda voltaria a tocar nos Estados Unidos durante o MTV Video Music Awards em 13 de setembro de 2009 tocando "Uprising", esta foi a primeira vez que esta música foi tocada ao vivo. A canção "United States of Eurasia" foi então disponibilizada para download digital junto com Collateral Damage no site oficial do Muse. A música só foi liberada depois de uma enorme pressão mundial dos fãs. Lowe depois tocou aproximadamente 36 segundos de "Uprising" em 28 de julho de 2009, e depois a canção foi tocada na integra em 3 de agosto de 2009 na rádio BST. Em 3 e 4 de agosto, várias radios passaram a tocar "Uprising".
O álbum foi lançado em 15 de setembro nos Estados Unidos e no Canadá, e em 14 de setembro no Reino Unido e em Benelux, também foi lançado em 11 de setembro na Itália, Alemanha e Austrália. A banda falou para a ClashMusic.com que iria permitir que cinco fãs ouvissem o álbum antes de todo mundo e então fazer um resumo de 100 palavras sobre o novo disco.
Em 20 de setembro de 2009 foi anunciado oficialmente que a banda Muse iria de novo fazer uma participação na saga Twilight para o cinema, no filme Lua Nova. A canção "I Belong to You", que está em The Resistance, foi remixada e então lançada na trilha sonora oficial do filme. O segundo single de The Resistance foi a canção "Undisclosed Desires".

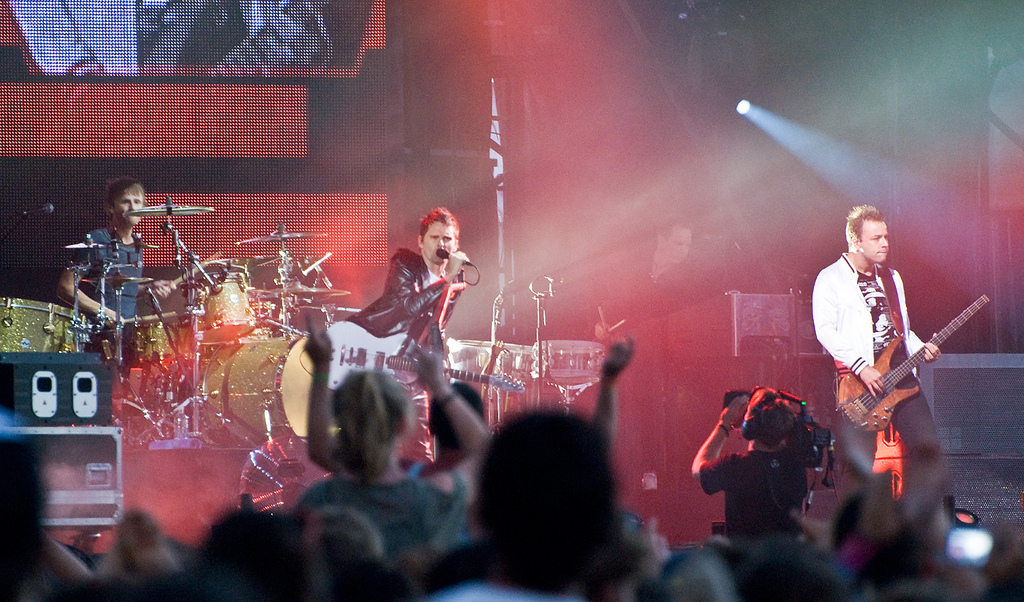
Muse tocando em Melbourne, Austrália, em outubro de 2010.

O terceiro single retirado do álbum foi lançado em 22 de fevereiro de 2010, a canção "Resistance", sendo que seu video clipe foi gravado durante um concerto que a banda fez em Madrid em novembro de 2009.
Em janeiro de 2010, Muse tocou no festival Big Day Out em vários locais da Austrália e na Nova Zelândia começando em Auckland e depois até Perth. Muse também esteve a frente do Glastonbury Festival de 2010 junto Stevie Wonder. A banda também esteve no Hovefestivalen de 2010 e no T in the Park 2010 e no Oxegen junto com o rapper Eminem e do grupo Kasabian. Em 20 de abril, a banda anunciou mais 14 shows na América do Norte, que aconteceram entre setembro de novembro de 2010. Além disso, a banda anunciou outros quatro concertos na turnê norte-americana em 28 de abril de 2010. Em 7 de maio de 2010, foi anunciado que o Muse iria lançar o single oficial da trilha sonora do terceiro filme da Saga Crepúsculo, Eclipse. A canção "Neutron Star Collision (Love Is Forever)" foi liberada oficialmente em 17 de maio.
Em 9, 10 e 13 de abril de 2011, o Muse retornou ao Brasil como banda de abertura do U2 na 360° Tour, com três shows, em São Paulo, no estádio do Morumbi.
The Resistance recebeu uma nomeação na categoria Melhor Álbum de Rock no 53º Grammy Awards em 13 de fevereiro de 2011 e acabou por faturar o prêmio, sendo este o primeiro Grammy da banda.
Em março de 2011, foi confirmado que o Muse se apresentaria no Reading and Leeds Festivals. Eles então tocaram neste festival todas as músicas do álbum Origin of Symmetry, em comemoração aos 10 anos do CD. Esses dois shows na Inglaterra encerraram oficialmente a The Resistance Tour.

### The 2nd LaweLive at Rome Olympic Stadium(2012–2013)

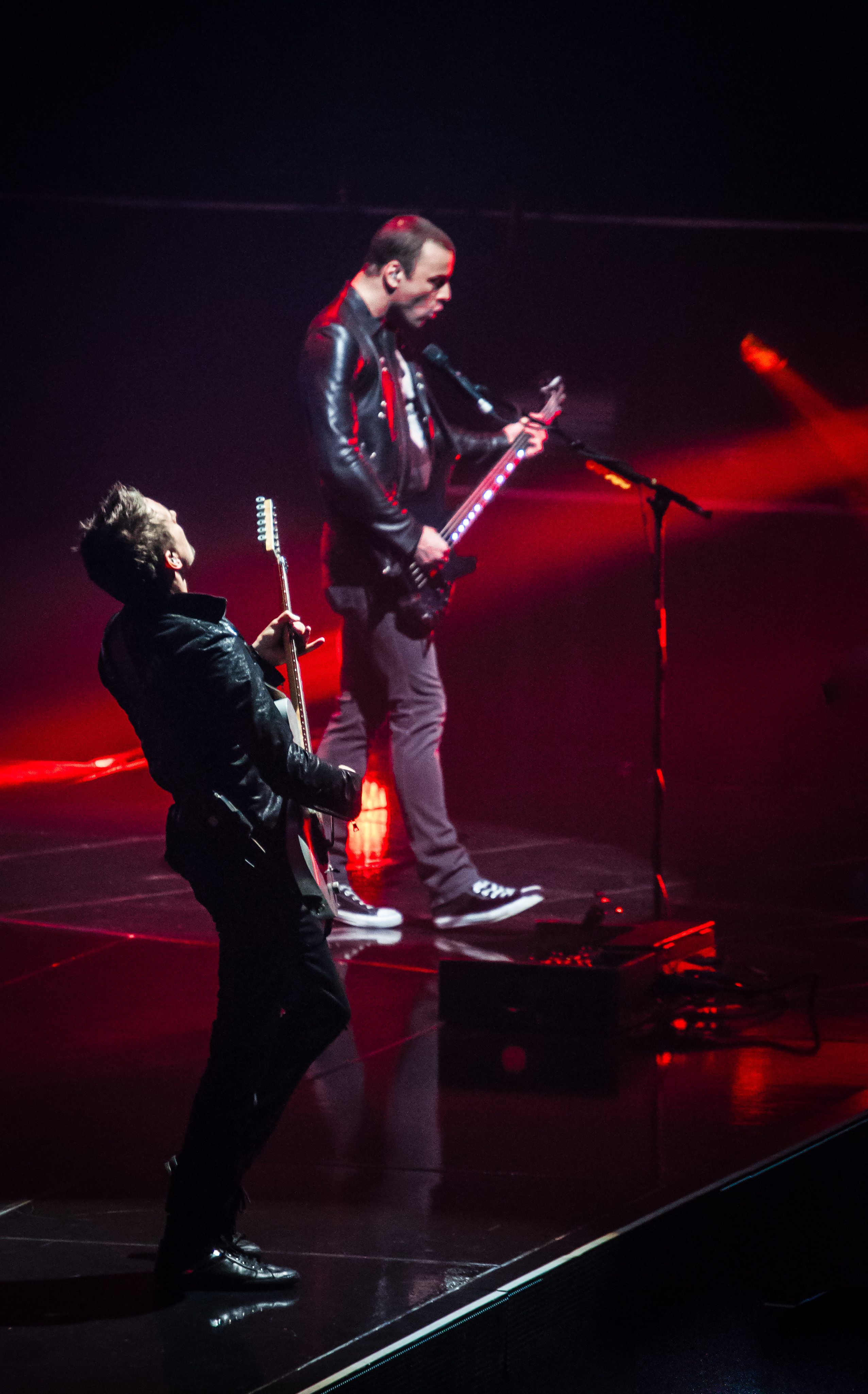
Matthew Bellamy e Christopher Wolstenholme se apresentando com o Muse no Air Canada Centre, em 10 de abril de 2013.

Em 12 de julho de 2010, o baixista Chris Wolstenholme informou a revista NME que a banda tiraria um tempo de folga depois da conclusão da turnê mundial de apoio ao CD The Resistance. Ele também falou que a banda iria "definitivamente" começar a trabalhar com músicas novas para um novo álbum que seria lançado em 2011. Também em uma entrevista para a NME em 8 de setembro, Matt Bellamy disse que a música deste álbum seria mais "pessoal" e mais apropriado para shows pequenos ao contrário das últimas turnês do grupo em estádios e grandes arenas. Bellamy também estipulou uma nova data para o lançamento do novo trabalho, em 2012.
Em agosto, a banda confirmou que estava trabalhando num novo álbum, com várias ideias diferentes de tudo o que já fizeram, com lançamento previsto para outubro de 2012. Logo em seguida, Bellamy também confirmou o lançamento do novo disco para o outono de 2012.
Em 6 de junho, a banda confirmou em seu site oficial o lançamento do novo trabalho no Reino Unido para 1 de outubro de 2012. Ele foi intitulado The 2nd Law. Em 27 de junho, a canção "Survival" fez sua estreia no programa de Zane Lowe na BBC Radio 1 e se tornou a primeira faixa confirmada do álbum. No mesmo dia, a canção foi corfirmada como a música oficial dos Jogos Olímpicos de Verão de 2012. Em 13 de julho, a banda divulgou as faixas do álbum com a duração de cada música. Em 20 de agosto, foi a vez da canção "Madness" ser lançada pela BBC Radio.
O álbum foi lançado oficialmente em 1 de outubro na Inglaterra, no dia 2 nos Estados Unidos e no dia 3 no Brasil. O The 2nd Law acabou estreando nas primeiras posições das paradas dos mais vendidos em mais de uma dúzia de países, se tornando um grande sucesso de público e crítica tanto na América do Norte como na Europa.
Ao fim de 2012, a banda saiu em turnê pelo mundo, com shows na Ásia, Estados Unidos e Europa. Em 12 de novembro, o Muse confirmou que faria um show no festival Rock in Rio, que aconteceu na cidade do Rio de Janeiro, em setembro de 2013. Essa foi a terceira passagem da banda pelo Brasil. Em 10 de junho de 2013, eles se apresentaram em Portugal, no Estádio do Dragão, na cidade de Porto, onde tocaram várias músicas do The 2nd Law para os mais de 50 mil espectadores presentes.
Ao fim de 2013, o Muse anunciou o lançamento de um álbum ao vivo intitulado Live at Rome Olympic Stadium, que além de lançado em formato de DVD, também estreou antes nas telas de cinema de diversos países, entre eles o Brasil. A banda então confirmou que o grupo iria começar a trabalhar em um novo disco, lançado em 2015.

### Drones(2014–2016)
Depois de encerrar uma bem sucedida turnê mundial, o grupo tirou um pequeno período de férias e em abril de 2014 eles voltaram ao estúdio para trabalhar seu sétimo disco. As gravações terminaram no começo de 2015 e o álbum, intitulado Drones, produzido por Robert John Mutt Lange, foi lançado oficialmente em 5 de junho de 2015. A 12 de março, a primeira canção promocional liberada, a música "Psycho", que foi bem recebida pelos críticos e fãs. Já o primeiro single oficial veio no fim do mesmo mês, sendo a canção "Dead Inside", que também ganhou um vídeo clipe. A banda então saiu em turnê fazendo shows pelo mundo.
Drones foi um sucesso comercial, estreando em primeiro lugar nas paradas do britânicas e americanas. Contudo, ele vendeu, comparativamente, menos cópias que seus antecessores. Ainda assim foi também o primeiro disco do Muse a alcançar o topo da tabela dos mais vendidos nos Estados Unidos em sua primeira semana (84 000 cópias, sendo 79 000 unidades físicas). A crítica especializada ficou um tanto dividida com o álbum, mas em geral a recepção foi boa pelos meios de comunicação. Em fevereiro de 2016, Drones levou o prêmio Grammy de Melhor Álbum de Rock.

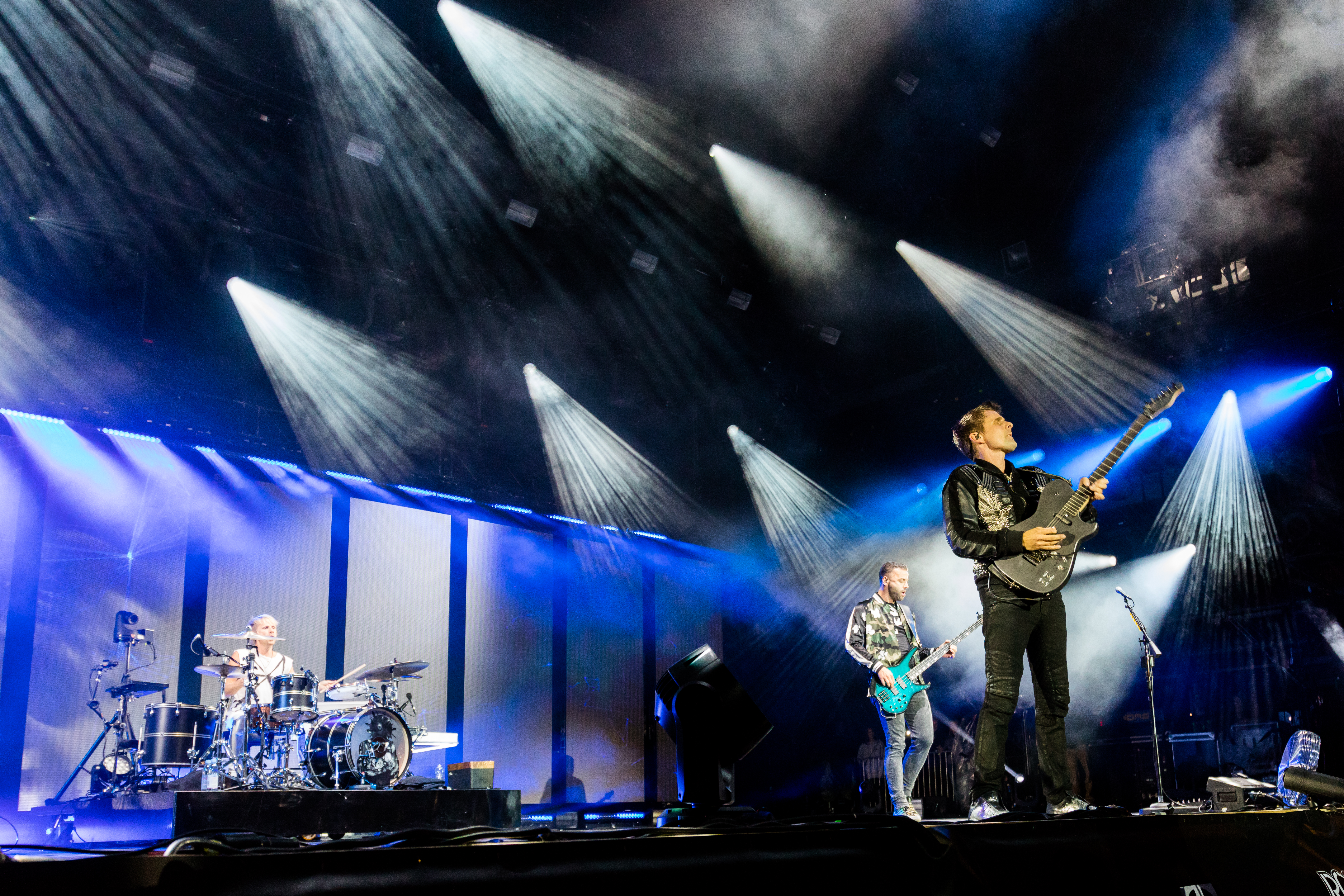
A banda se apresentando no Rock am Ring de 2018.

### Simulation Theory(2017–2021)
Em fevereiro de 2017, Muse anunciou uma turnê pela América do Norte com as bandas Thirty Seconds to Mars e PVRIS que aconteceram no fim do ano. Howard também confirmou que o grupo voltaria para o estúdio de gravação. Em 5 de abril, a banda começou a postar fotos no estúdio e anunciou que estavam trabalhando em canções novas. Ao fim de maio, Muse lançou seu novo single, "Dig Down". Em uma entrevista para Zane Lowe , Bellamy disse que a banda lançaria um álbum novo em 2018. Em 5 de outubro de 2017, o Muse tocou na BlizzCon daquele ano. Em fevereiro de 2018, a banda lançou uma nova canção, intitulada "Thought Contagion", acompanhada por um videoclipe. Em julho, lançou outra nova canção, "Something Human", além de anunciar que o álbum da banda seria lançado ainda em novembro de 2018.
Em 30 de agosto de 2018, a banda anunciou oficialmente o título do álbum, Simulation Theory, junto com várias informações, liberação de pré-venda e uma nova canção, "The Dark Side". O disco foi oficialmente lançado em novembro de 2018 e no final foi bem-sucedido pelo público, com uma recepção relativamente positiva por parte da crítica especializada.

### Will of the People‎(2022–presente)
Em 13 de janeiro de 2022, Muse lançou o single "Won't Stand Down", que marcou um retorno ao som inicial mais pesado da banda, que já anunciava um regresso da banda ao som que a popularizou. Em 17 de março de 2022, a banda anunciou o nome do seu nono álbum de estúdio, chamado Will of the People, que foi lançado no dia 26 de agosto do mesmo ano. Na ocasião, foi então lançado mais um single, "Compliance".

## Membros
| - Matthew Bellamy – voz principal, guitarra, piano, teclado, letra, sintetizador - Christopher Wolstenholme – baixo, voz secundária, teclado, sintetizador, harmónica - Dominic Howard – bateria, percussão Membros de digressão - Dan Lancaster – teclados, sintetizadores, guitarras, percussão, voz secundária (2022 – presente) - Morgan Nicholls – baixo, sintetizadores, teclados, voz secundária (2004, 2006 – 2022) Nicholls tocou baixo no V Festival 2004 no lugar de Wolstenholme, que havia partido o pulso durante um jogo de futebol com Didz Hammond dos The Cooper Temple Clause. Continua a tocar baixo em "Hoodoo" para além de tocar regularmente sintetizador e teclados e contribuir com voz secundária. - Dan "The Trumpet Man" Newell – trompete (2006 – 2008) Newell toca trompete em "Knights of Cydonia" e "City of Delusion", embora não seja em todos os concertos. - Alessandro Cortini – teclado, sintetizadores, voz secundária, percussão (2009) | Músicos extras - Paul Reeve – voz secundária em Showbiz e Absolution - Jacqueline Norrie – violino em Origin of Symmetry - Sara Herbert – violino em Origin of Symmetry - Clare Finnimore – viola em Origin of Symmetry - Caroline Lavelle – Violoncelo em Origin of Symmetry - Marco Brioschi – trompete em "City of Delusion" e "Knights of Cydonia" - Edodea Ensemble – instrumental em Black Holes and Revelations e The Resistance - Enrico Gabrielli – Clarinete baixo em "I Belong to You" |

## Discografia
- Showbiz (1999)
- Origin of Symmetry (2001)
- Absolution (2003)
- Black Holes and Revelations (2006)
- The Resistance (2009)
- The 2nd Law (2012)
- Drones (2015)
- Simulation Theory (2018)
- Will of the People (2022)

## Prêmios
Desde 2000, o Muse venceu pelo menos 50 grandes prêmios do mundo da música em mais de 140 nomeações, incluindo dois Brit awards, dezoito NME Awards, quatro Kerrang! Awards e dois Grammy.